# Остролучка
Остролучка (лат. Capoetobrama kuschakewitschi) — вид лучепёрых рыб из семейства карповых, единственный в роде Capoetobrama.

## Распространение
Обитает в пресных водоёмах Центральной Азии (Амударья, Сырдарья, Кашкадарья) с температурой воды +16…+20 °С. В настоящее время после зарегулирования стока рек, её численность во многих водоемах резко сократилась. В настоящее время является эндемиком Центральной Азии. Занесена в Красную книгу Узбекистана. Промыслового значения не имеет.

## Описание
Длина достигает 25 см., масса до 150 грамм. Остролучка имеет глоточные однорядные зубы. От верхнего края жаберной щели до основания хвостового плавника тянется полоска из темных пигментных точек. У половозрелых самцов на голове, теле и плавниках эпителиальные бугорки. Половозрелости достигает в 3 года при длине тела 10-14 см. Нерест проходит в апреле-июне на небольшой глубине. Нерестилища находятся на мягком илистом грунте. Плодовитость колеблется в пределах 6-90 тысяч икринок.
Питается илом, детритом, остатками наземных растений.

## Подвиды
Выделяют 2 подвида:
- Capoetobrama kuschakewitschi kuschakewitschi (Kessler, 1872)
- Capoetobrama kuschakewitschi orientalis Nikolskii, 1934